# سلیم طلایی اروپایی

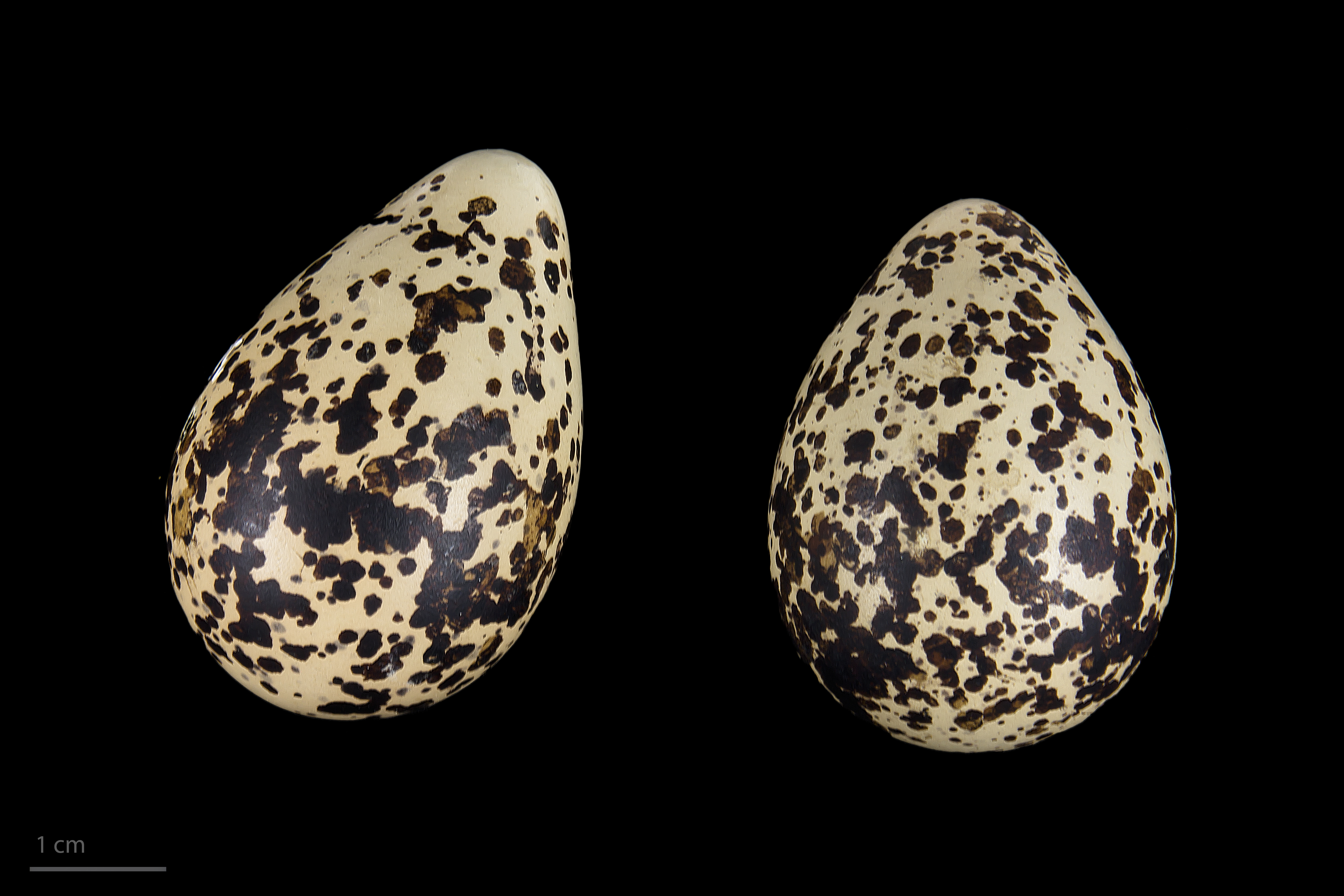
Pluvialis apricaria altifrons

سلیم طلایی اروپایی (نام علمی: Pluvialis apricaria) نام یک گونه از تیره سلیمیان است.